# ミルククラウン (お笑いコンビ)
ミルククラウンは、かつて吉本興業東京本社（東京吉本）に所属していたお笑いコンビ。2013年解散。

## 概要
- 2001年コンビ結成。 東京NSC7期生。
- NSC在学中は同期のクレオパトラ（当時のコンビ名は『クールダウン』）とよく遊んでおり、ジェントルが当時の相方に夜逃げされて互いにピン芸人になった際、長谷川と桑原に助言されてコンビを結成した。
- コンビ結成のきっかけは「NSCからの帰り道が一緒だったから」と話すこともある。
- 初舞台は渋谷シアターDのライブで、それに合格してルミネtheよしもとの初舞台に立った。
- 一年目の時、当時のゴングショーの最短記録を更新して合格した。
- すーなか（元ロシアンモンキー）に「時代が時代だったら、お前らもはんにゃのように売れていた」と言われた。
- コンビ名を「ミラクルクラウン」などとよく間違えられる。ジェントル曰く一番意味不明だった間違いは、「ミネククラウン」。その他にも「シルククラブ」などの間違いもあったらしい。
- JR新宿駅東口のみどりの窓口前にてコンビで殴り合いの喧嘩へ発展するも、2人とも喧嘩をしたことがなかったため『さわやか3組』（NHK教育テレビ）のような喧嘩になってしまった。最終的に近くにいた大人の雰囲気漂う男性に笑いながら「まあまあ」と止められる。そのことについて西島永悟（元エリートヤンキー、元シンガリ）などは「ただじゃれているだけ」と述べている。
- 2013年3月17日、ジェントルがTwitterで吉本を退社することを発表。相方・竹内は吉本に残るが、ミルククラウンとしての活動ができなくなる事（事実上の解散）も併せて発表した。

## メンバー
ジェントル（本名：菊地 正和（きくちまさかず）、1982年2月17日 - ）
- ボケ担当。
- 身長178cm、体重67kg、血液型O型。北海道札幌市出身（古宇郡泊村生まれ）。北海道札幌白石高等学校卒業。
- ジェントルという名前は、高校のサッカー部のコーチがつけた。由縁は「挨拶がちゃんとできたから」「サッカーのプレイが紳士的だったから」と話している。
- 高校卒業後、とにかく芸能人になりたくて音楽専門学校に入学したが周囲との温度差を感じ中退。その後オーディションを受けまくり俳優事務所に入りデビューも決まっていたが、ある日レッスン前に披露したひとり漫才がウケたことを切っ掛けに芸人を目指す。
- 一人でNSCへ入学するのが嫌だったため、当時大学に通っていた高校時代の友達を「授業料は俺が払うから」と言って誘い、同居しながらアルバイトを重ねコンビを組むも在学中のある日にネタ見せの授業で「先に行ってて」と言われてNSCに行き、帰ってくるとその友達が家電製品ごといなくなってしまった。
- その後、竹内と組むまではピン芸人としてシューレスジョーのような一人コントをやっていた（伊藤智博（LLR）は当時のネタのファンである）。
- 女の子のような仕草をするため、2006年3月20日の『ヨシモト∞』にて周囲の芸人たちからどやされ、オカマをカミングアウトさせられていた。ただし男が好きというわけではない。むしろ女好きらしい。
- 相方・竹内に会えない日は出来事などを電話で伝えるが、竹内は嫌がっている。また、メールに好きな歌の歌詞を送り｢いい歌でしょ｣と文言を添えて送っているらしい。
- セガのアーケードゲーム『ネットワーク対戦クイズ Answer×Answer』が好きでプレイしていたら関係者に話しかけられ、雑誌の取材やゲームの問題にもなった。また、アミューズメントマシンショーのセガブースのステージで行われたAnswer×Answerのイベント司会を勤めたり[1]、ゲーム内のイベントに参加したり[2]している。
  - また、ネットワーク対戦クイズ Answer×Answerとオリコンのタイアップ企画の中でも番組進行の役目をしている。
- ゲーム『ウイニングイレブン』の大ファンであり、プレーは吉本の中でもトップクラスを誇っていた。ライセンスと対決したこともある。
- サッカー審判の四級と英検三級を持っている。
- AKB48、嵐のファン。推しメンは渡辺麻友。ネタでジェントルが女役の場合、AKB48メンバーの名前を使っている。そしてYUKI（元JUDY AND MARY）も好き。
- 次長課長を尊敬しており、一時期は出演番組をすべて録画していた。
- 吉村崇（平成ノブシコブシ）に気持ち悪いくらいかわいがられていた（相方・竹内談）。
- 安達健太郎（元・カナリア）がプロデュースするアイドルグループ「Adachilds」に所属していた。
- 見た目とは裏腹に、実はキレやすい。
- 今まではフワフワとしたパーマの茶髪だったが、最近では黒髪で、以前よりもしっとりとした髪質になった。
- 漫才のときに舞台袖から出てきて立ち位置に付いた際、グーにした両手を片方ずつ前につきだし、その後にまた片方ずつ胸の辺りに当て、脇を2回締めるような動作をする。
- お酒に弱く、酔っ払うと人にくっつきたがる癖があるらしい。酔った勢いで後輩の女の子にでも手を出す可能性があると自身でも語っている。
- 吉本退社後はジースター・プロに移籍し、俳優として活動。

竹内 健人（たけうち けんと）、1980年8月8日 - ）
- ツッコミ担当。
- 身長170cm、体重55kg、血液型A型。愛知県半田市出身。私立愛知中学校・高等学校卒業。愛知学院大学中退。
- 性格は「抜群に暗い」と自他共に認める。他人と一緒にいることが苦手で、本人曰く2泊3日が限界（但し恋人には依存するため寧ろずっと一緒にいたいらしい）。
- 幼稚園～NSC、さらにブログに渡り、度々登校拒否癖が出る。その癖が出るたび、父親に叱られたという。
- 中学2年生でいじめに遭ったため、中学3年生で不登校になった（『AGE AGE LIVE』より）。本人曰く「忘れたい過去」。
- 大学中退後、引き篭もりながらローソンでアルバイトをしていた。アルバイト代は全てインターネットで洋服を買うことに注ぎ込んでおり、当時はお洒落にしか興味がなかったという。
- その後20歳を越えて「このままではやばい」と感じ、昔から興味があった芸人を目指しNSCに入学するが、結局不登校になり卒業公演にも出なかった。
- お年玉争奪トランプ大会が開催されるなど、家系がギャンブル好き。特に競艇が好きで池田浩二選手のファン。また、すーなかとともに競艇の公式サイトでの初心者ムービーに出演していた。
- 相方・ジェントル同様お酒に弱く、2009年9月22日の『シチサンライブ』では顔を真っ赤にし、泥酔状態で出演した。
- 頭の形が悪く、良い美容師に巡り会わないためおたけ（ジャングルポケット、当時武山浩三名義）に切ってもらっていた。
- 黒夢が好き。
- 中学時代にメイクをする、スネ毛を剃る等の女装癖があった。「女の子が大好きすぎて、女の子になりたかった。女の子だけの世界に行きたかったから」との事。男子高出身だが高校生当時も教室で女性向けファッション雑誌を読んでいた。
- 女物の服を洗濯に出したりといった兆候が見えても両親は何も言わなかったが、ある日自室の机に父親が自分の（女物の）服を着てポーズをとっている写真が置いてあり、それをきっかけに女装をやめた。
- 子供時代は習い事を多くしていた。空手は初段を持っているが、なんだかぬるぬるした形をしている。小学校時代は油絵を習っていた。水泳も習っていたことがあるという。
- しばしば自分の顔を「こけし」と言い表している。また、相方のことは「フランス人形」と言い表す。
- コンビ名の名付け親。中学の時にNHKの番組を見て、何でもいいので何かに「ミルククラウン」と名付けたいと思っていたらしい。コンビ名を付けるときは若干食い気味で意見を出してきた。その他の候補は「ジェントルケント」。
- ヨシモト∞ホールの大喜利ライブ『おのれ』では、ナレーション役の「先生」としてメンバーにお題を出している。その時、おのれメンバーには顔を見せない（最後の雷鳴でメンバーが倒れた暗転後に登場）。基本的に赤いマントを着用し、2回目以降は更にハット、3回目以降は更に眼帯を着用。「おのれのよしもとオンライン」では、ハットを被って薄いサングラスをかけて出演した。薄いサングラスをかけた理由は、通常付けている眼帯を忘れたため苦肉の策でつけた（五明拓弥（グランジ）談）。それを見た安達が、「これでキーボードうまなかったら嘘でしょ」とコメントしている。
- 漫才「歯医者」のときの「注射!」の言い方が、井本貴史（ライセンス）曰くかっこいいらしい。
- 自分でも恋じゃないかと思うほど関町知弘（ライス）が大好き。本人曰くペンギンに見えるらしい。
- 人が物を食べているのを見るとドキドキするらしい。
- 栗山直人（元アームストロング）とは野球好き仲間で仲が良いが、一緒に歩いていると頻繁に竹内が栗山の喧嘩に巻き込まれる。また、竹内と栗山も年に１回喧嘩をするらしい（アベックホームランより）。
- 福田恵悟（LLR）とはギャンブル仲間として、コーナー内でコントをしている。
- 『池袋ウエストゲートパーク』出演時の窪塚洋介のマネが得意。
- 「地獄～!」と叫ぶことがある。
- 2019年1月1日、すーなかと坂口真弓（元少年少女）によるコンビ「怪獣」の新メンバーとして加入した事を発表[3]。しかしその直後、すーなかの「相方を坂口から竹内健人にして活動する事にしました[4]」という発表に対する「怪獣の坂口としてしばらく1人で活動します。怪獣には絶対に居座ります[5]」といった坂口との発言の食い違いから実質的にトリオではなくコンビとしての加入と思われたが、吉本のホームページには3人での宣材写真が掲載されているためトリオとして活動する模様[6]。当時は「たけうち」名義で活動していた。2022年末に解散してからは「たけうちっち」名義でピン芸人として活動。

## 出演番組
- オンバト+（NHK総合）戦績0勝1敗 最高301KB
- キャナガワ（テレビ神奈川）
- お笑い登龍門（フジテレビ）
- 平成ノブシコブシの破天荒ダメだし!（GYAO!）竹内のみ
- ワイ!ワイ!ワイ!（ヨシモトファンダンゴTV、2003年10月 - 2003年9月）　火曜日アシスタント
- ゼベック・オンライン（TOKYO MX、2005年2月21日）
- 溜池Now（GYAO!）「ギザ細かすぎて伝わらない アニメものまね選手権」
- 本番で〜す!（テレビ東京、2007年9月29日）
- エンタの神様（日本テレビ、2008年10月11日） - キャッチコピーは「瞬間の現笑」
- U・LA・LA@7（TOKYO MX、2008年10月14日） - 「よしもとうららちゃん」コーナー
- オリエンタルラジオのマンガの日（ヤフー、2009年7月24日）

## 出演映画
- ヒーローショー（2010年5月29日公開）ジェントルのみ

## 単独ライブ
- 2005年02月20日‐ トークライブ『ピーチピット』渋谷シアターDにて
- 2005年08月09日‐ 単独ライブ『ミルク白書〜今、この瞬間を生きる〜』新宿シアターモリエールにて
- 2006年02月07日‐ 単独ライブ『ミルク白書〜2BA★〜』新宿シアターモリエールにて
- 2006年07月22日‐ 単独ライブ『ミルク白書〜リスクマン〜』新宿シアターモリエールにて
- 2006年10月01日‐ トークライブ『ピーチピット』渋谷シアターDにて
- 2007年02月02日‐ 単独ライブ『みんなでワイワイ楽しもう!2月!』新宿シアターモリエールにて
- 2007年08月16日‐ 単独ライブ『ミルク白書〜too shy shy 健人〜』恵比寿・エコー劇場にて
- 2008年01月25日‐ 単独ライブ『新ネタ緊張マン』新宿シアターモリエールにて
- 2008年08月06日‐ 単独ライブ『ミルク白書〜BINGO!〜』北沢タウンホールにて
- 2008年09月27日‐ トークライブ『ミルクトーク』渋谷シアターDにて
- 2008年12月08日‐ トークライブ『ジェントーク☆〜竹さんも出るよ』THEATER BRATSにて
- 2009年02月28日‐ 単独ライブ『ミルク白書〜大声∞ダイヤモンド〜』渋谷∞ホールにて
- 2009年08月08日‐ 単独ライブ『ミルク白書〜涙∞サプライズ〜』渋谷∞ホールにて
- 2010年03月27日‐ 単独ライブ『ミルク白書〜たこ焼きすきやいうてるやん〜』∞ホールOSAKAにて
- 2010年03月28日‐ 単独ライブ『ミルク白書－竹内さん地元凱旋ライブ－〜でら味噌ぬっとったらいかんでしょ〜』ASUNAL HALL（愛知県）にて

## 神保町花月
- 2007年10月7日「湘南すずらん大学物語#2 本当にあった怖い部室」(ゲスト出演)
- 2007年10月23-28日「影ができるほどのため息」
- 2008年2月13-17日「ラストニュース」(座長公演)
- 2008年6月24-29日「恋の身代金」(座長公演)
- 2008年7月7日 １周年記念前夜祭イベント!!
- 2008年8月26-31日「夏の終わりのマーメイド」
- 2008年10月15-19日 山田花子芸能生活20周年記念神保町花月公演 「海は青 ～seeblue～」
- 2009年1月7-12日「セレーサ」(座長公演)
- 2009年4月14-19日「バッド・バースデー!」
- 2009年6月2-7日「マイホーム」(座長公演)
- 2009年8月18-23日「夕立の忘れ物」

## 出演イベント
- 2007年03月 - ‐　『2丁拳銃のGU』ルミネTHEよしもとにて
- 2007年04月28日 - 30日‐ 『ライブスタンド'07』 幕張メッセにて